# Briand-Kellogg-pagten
Briand-Kellogg-pagten var en international ikke-angrebspagt opkaldt efter Frankrigs og USAs udenrigsministre Aristide Briand og Frank Kellogg. Pagten, som forpligtede de underskrivende stater (signatarmagterne) ikke at anvende angrebskrig som et middel til at løse internationale konflikter, undertegnedes den 27. august 1928 i Paris af en række lande, blandt andre Frankrig, USA, Storbritannien, Polen, Tyskland, Italien og Japan. Pagten trådte i kraft i 1929, men led skibbrud allerede i 1931, da Japan lod tropper indsætte i Manchuriet, senere i 1936 med Italiens krig mod Abessinien og senest med Nazitysklands (og Sovjetunionens) angreb på Polen og Sovjetunionens angreb på Finland i 1939. Som et kuriosum kan nævnes, at Briand-Kellog-pagten blev anvendt som en del af grundlaget for anklagerne under Nürnbergprocessen om brud på freden.

## Baggrund
I Root-Jusserand-aftalen af 10. februar 1908 mellem Frankrig og USA var det bestemt, at eventuelle tvistigheder mellem de to lande skulle afgøres ved forhandling, ikke ved krig. Aftalen havde en gyldighed frem til 10. februar 1928. Forud for aftalens udløb, den 20. juni 1927 forelagde den franske udenrigsminister Aristide Briand regeringen i Washington et udkast til en ny traktat, ved hvilken de to magter skulle fordømme "at gribe til krig og begge over for den anden part give afkald derpå som middel for deres nationale politik". I forslaget erklæredes krig for "bandlyst". Krig skulle fordømmes som tiltag i landenes politik, og begge skulle erklære sig rede til at lade alle indbyrdes fremtidige konflikter alene ved fredelige midler.
I sin tale til kongressen den 6. december 1927 erklærede den amerikanske præsident Calvin Coolidge, at USA var en fredelig nation: "De Forenede Staters politik er at fremme freden. Vi er et fredeligt folk og har gået ind for, at konflikter skal løses ved venskabelige aftaler hellere end med vold". Som eksempler på USAs fredelige politik nævnte Cooligde en aftale med Mexico om olie, mens USAs intervention i Nicaragua blev begrundet med, at forholdene mindede om de samtidige forhold i Kina. Også i Nicaragua beskyttede de amerikanske tropper blot amerikanske borgere og deres ejendom. Desuden gjorde USA Nicaragua en tjeneste ved at "forhindre stor blodsudgydelse og landets ødelæggelse ved en tilbagevenden til en revolitionstilstand". Endvidere blev USAs samtidige flådeoprustning begrundet som et fredsinitiativ, fordi den amerikanske flåde i udlandet var "en tilflugt i tider af uro og fortsat en verdensfredens tjener". "Vi bør fortsætte med at fremme freden ved vort eksempel og styrke den ved sådanne internationale aftaler mod krig, som det os er tilladt at indgå i henhold til forfatningen".
Disse udtalelser var den 28. december samme år udgangspunkt for det svar, som den nordamerikanske udenrigsminister, Frank B. Kellogg, udarbejdede vedrørende det franske initiativ: det franske udspil skulle udvides således, at den ny aftale mellem Frankrig og USA skulle have en udformning, der gjorde det muligt for alle de øvrige stormagter at tilslutte sig den. I første omgang skulle alle stormagter opfordres til at erklære sig enige i de principper, som Kellogg havde foreslået, og efterfølgende skulle de kunne tilslutte sig denne "krigens bandlysning" (outlawry of war) Kelloggs svar kom bag på franskmændene, som dog accepterede dette modudspil med to modifikationer: først skulle den fransk-amerikanske aftale indgås, og først der efter kunne andre lande indbydes til at tilslutte sig og desuden skulle erklæringen ændres til, at landene forpligtede sig til at afstå fra enhver angrebskrig men ikke fra krig overhovedet.
Kellogg var ikke glad for den franske reaktion. I en svarnote af 11. januar 1928 konstaterede han, at Briand havde tilsluttet sig princippet om en mangestatslig aftale, men han afviste, at denne først skulle indgås mellem Frankrig og USA alene. Han mente, at man ikke burde pålægge de øvrige stormagter en endelig tekst, hvilket kunne risikere at ødelægge hele projektet. Med hensyn til princippet om forsvarskrig mente han, at dette burde lægges til grund for forhandlingerne med de øvrige stormagter. Endelig havde Kellogg allerede den 28. december taget forbehold for konflikter med tilknytning til Monroedoktrinen.
Den franske presse kritiserede den amerikanske reaktion. Man påpegede, at Frankrig havde visse forpligtelser blandt andet i henhold til Locarno-traktaten og i kraft af sit medlemskab af Folkeforbundet (hvilket USA ikke var medlem af), som man ikke kunne se bort fra. Og kort forinden havde Folkeforbundet ved sin forsamling i Geneve på polsk initiativ lyst angrebskrig i band.
Den 16. januar holdt Coolidge åbningstalen ved åbningen af den sjette panamerikanske konference. Han fremhævede her USAs fredelige optræden i modsætning til krygslysten i andre verdensdele. Han indrømmede, at de amerikanske stater havde måttet kæmpe for deres selvstændighed, men påpegede, at "da de således havde sikret sine rettigheder, viste de sig gensidigt ihærdige efter at respektere hinandens rettigheder". "Ingen af dem har skabt store militærstyrker i hensigt at undertrykke eller skræmme hinanden", i stedet herskede fred mellem dem, og deres vigtigste træk var "fast beslutsomhed om at regulere indbyrdes tvister ikke med vold men ved tillempning af retfærdighedens og rimelighedens grundprincipper".

## Forhandlinger
Efter de indledende tilkendegivelser lykkedes det endelig at få en international forhandling om en aftale i stand. Forandlingerne var ikke uden problemer. Chamberlain i England påpegede, at USA krævede Monroedoktrinen respekteret, og mente, at Storbritannien på samme måde kunne kræve sit imperium omfattende Egypten, Mandatområdet i Palæstina, Transjordan, den Persiske Bugts kystområder og så videre respekterede. Under forhandlingerne blev ikke blot de britiske Dominions hinsides havet men også Locarnostaterne Belgien, Tjekkoslovakiet og Polen inviteret med som forhandlingspartnere ved siden af de seks stormagter, men da først den spanske diktator Primo di Rivera krævede at deltage og siden Sovjetunionen meldte sig som mulig deltager, gik udvidelsen i stå. USA havde hidtil bestemt nægtet at anerkende Sovjetunionen og var ikke villig til at lade landet få listet en anerkendelse igennem ad bagvejen, og dermed måtte også Primo di Rivera se sin forhåbning om deltagelse skudt i sænk. Herefter gik det relativt hurtigt med at få en aftale på plads.
Den 27. august 1928 blev Briand-Kellogg-pagten så endelig underskrevet i Paris af Frankrig og USA, Storbritannien, Irland og de britiske kronlande, Tyskland, Italien og Japan, hvortil på fransk initiativ kom Belgien, Polen og Tjekko-slovakiet. Men underskrivelsen skete ikke uden kritik. Den amerikanske udenrigsekspert Frank H. Simonds betragtede det som "De Forenede Staters andet fredseventyr" (efter Wodrow Wilsons 14-punktsplan efter 1. verdenskrig) og stillede sig tvivlende over for de europæiske staters evne og vilje til at leve op til aftalen.
Briand-Kellogg-pagtens blev ratificeret af USA den 15. januar 1929 og efterfølgende af de øvrige signatarmagter, så at den kunne træde i kraft den 24. juli 1929, og med få undtagelser blev den tiltrådt af næsten alle andre lande (indtil 1930 i alt 56, deriblandt også Danmark med Island, Norge og Sverige. Argentina, Brasilien, Chile og andre sydamerikanske stater underskrev ikke aftalen, fordi USA hævdede Monroedoktrinens fortsatte gyldighed.

## Indhold
I traktatens artikel 1 fordømte disse magter "at gribe til krig til afgørelse af mellemfolkelige tvistigheder og giver i deres indbyrdes forhold afkald på krig som middel for national politik".
I artikel 2 anerkendte magterne, "at ingen mellem dem opstående stridigheder og konflikter af hvilken som helst art eller oprindelse nogensinde skal søges bilagt eller afgjort ved andre midler end fredelige".

## Tolkning
I sin endelige udformning afskar Briand-Kellogg-pagten ikke et land fra at forsvare sig i tilfælde af et overfald, den såkaldte nødværgeret. Endvidere gjaldt det, som det udtaltes i traktatens indledning, at den magt, "der herefter måtte søge at fremme sine nationale interesser ved at gribe til krig, bør fortabe de af traktaten flydende goder". Et brud på traktaten ville med andre ord indebære, at de øvrige stater, som havde underskrevet traktaten, havde ret til over for den fredsbrydende stat at gøre brug af alle nødvendige tiltag for at leve op til deres forpligtelser til at bevare freden. Dette indebar, at et land til trods for Briand-Kellogg-pagten begyndte en krig, ville risikere, at andre lande efter omstændighederne kunne bruge forskellige former for tvang til at opretholde freden.
Det omdiskuterede spørgsmål, om hvorvidt en stat, der måtte indlede en krig i strid med Briand-Kellogg-pagten, derved havde sat sig selv uden for lov og ret således, at de almindelige regler om krigsførelsen ikke skulle gælde for dennes vedkommende (læren om krigens egentlige outlawry, mise hors la loi, "Aechtung"), må besvares benægtende. Ganske vist var det i henhold til pagten retsstridigt at begynde en krig, og et sådant krigstiltag kunne føre til krav om erstatningspligt mod det krigsstartende land, ja måske føre til at den traktatbrydende stat ville blive ødelagt, men det betød ikke, at denne stat derved ville blive retsløs, og det blev heller ikke tilladt for andre stater at tilsidesætte de gældende regler om krigens førelse. Krigsforbudstraktaten rejste lige som Folkeforbundspagten også spørgsmålet om neutralitetens opretholdelse under fremtidige krige, hvad enten de var ulovlige ifølge Briand-Kellogg-pagten eller ej. Hvor uklar den neutrale stats stilling i fremtiden end var, kan det dog ikke antages, at selve neutralitetsbegrebet var bortfaldet ifølge Briand-Kellogg-pagten så lidt som efter pagten for Folkeforbundet, der ikke retligt forpligtede forbundets medlemmer til mod deres vilje at deltage i militære tvangsforholdsregler, og som ikke omfattede alle magter.

## Politisk betydning
Pagtens retlige virkninger viste sig i flere henseender, hvoraf den vigtigste var, at den at gjorde det retsstridigt at begynde krig. Briand-Kellogg-pagten om forbud mod krig supplerede herved pagten for Folkeforbundet, som ikke i alle tilfælde havde udelukket muligheden for angrebskrig. Briand-Kellogg-pagten adskilte sig også fra Folkeforbundspagten ved, at den ikke indeholdt nogle på forhånd fastlagte bestemmelser om udformningen eller indholdet af eventuelle tvangsforanstaltninger mod den stat, som krænkede den. For at tilvejebringe mere overensstemmelse mellem de i Briand-Kellogg-pagten nedlagte grundsætninger og Forbundspagtens regler stillede et dertil indkaldt internationalt udvalg i Genève i marts 1930 forslag om en række ændringer i pagtens forskrifter.
Briand-Kellogg-pagten blev af samtiden opfattet som et stort skridt til at sikre freden. Det skulle imidlertid snart vise sig, at opfattelsen af udtrykket "at begynde en krig" samt de manglende bestemmelser om tiltag mod en krigsførende magt var hele pagtens svaghed og kilde til dens undergravelse. Når stater ikke er rede til at påtage sig det ansvar, indgåelsen af international aftaler indebærer, er sådanne ikke meget værd.
En måned efter pagtens indgåelse blev en lignende aftale, General Act for the Pacific Settlement of International Disputes (General Act for fredelig Bilæggelse af mellemfolkelige Stridigheder), indgået i Genève, der forpligtede sine underskrivende parter til at etablere mæglingskommissioner, i hvert fald for tvist. Pagtens centrale bestemmelser er afståelse fra brugen af krig og fremmer fredelig bilæggelse af tvister og brugen af fælles kræfter for at forhindre aggression, blev indarbejdet i FNs pagt og andre traktater. Selv om borgerkrige fortsatte, har krige mellem etablerede stater været sjældne siden 1945, dog med undtagelser især i Mellemøsten.
Som et praktisk redskab levede Kellogg-Briand-pagten ikke op til alle sine målsætninger, men har sandsynligvis alligevel haft en betinget succes. Den kunne hverken forhindre oprustningen eller voksende militarisme eller sikre opretholdelsen af international fred i det årti, som fulgte efter dens indgåelse. Desuden udslettedes den juridiske skelnen mellem krig og fred fordi underskrivernes afkald på brugen af krig blot betød, at de begyndte at føre krige uden at officielt erklære dem, således ved den japanske invasion af Manchuriet i 1931, den italienske invasion af Abessinien i 1935, den spanske borgerkrig i 1936, den sovjetiske invasion af Finland i 1939, og de tyske og sovjetiske invasioner i Polen. Imidlertid anses pagten for at være forbundet med en markant nedgang i den territoriale erobring af en nation fra en andens side sammenælignet med både perioden før og efter aftalens undertegnelse: en beregning har vist, at i perioden 1816-1928 skete i gennemsnit én erobring hver 10 måned og 114.088 kvadratmiles af territorium blev erobret om året, mens perioden siden 2. Verdenskrig har set en erobring hvert fjerde år og 5.772 kvadratmiles af territorium erobret om året. Efter 2. verdenskrig blev adskillige territorier, der var blevet erobret mellem 1928 og 2. verdenskrig, dog med nogle undtagelser, overvejende tilbagegivet til de lande, der oprindeligt havde holdt dem.
Kellogg-Briand-pagten blev indgået uden for Folkeforbundet og er officielt forblevet i kraft.